# Ziaelas của Bithynia
Ziaelas (sống khoảng năm 265 TCN - 228 TCN, trị vì vào khoảng 254 BC - 228 TCN), vị vua thứ ba của Bithynia, ông là con trai của Nicomedes I và Ditizele.
Sau khi Nicomedes I qua đời, người vợ thứ hai của ông ta, Etazeta trở thành người cai trị nhiếp chính cho những người con trai còn nhỏ tuổi của bà ta. Người con trai Ziaelas trưởng thành, vốn bị tước mất quyền thừa kế ngai vàng, trước đó đã bỏ trốn sang Armenia và nương tựa tại triều đình của vua Arsames I ở Sophene. Ngay sau khi cha mình qua đời, ông ngay lập tức cố gắng nhằm lấy lại quyền lực của mình bằng vũ lực, ông đã quay trở về, với sự trợ giúp của một số người Galatia. Mặc dù Etazeta nhận được sự hỗ trợ bởi các thành bang lân cận và Antigonos II Gonatas, Ziaelas nhanh chóng chinh phục một phần, sau đó là toàn bộ Bithynia, buộc Etazeta và những người con trai của bà bỏ trốn đến triều đình của Antigonos ở Macedonia vào khoảng năm 254 trước Công nguyên. 
Ông đã được kế vị bởi người con trai Prusias I vào khoảng năm 228 trước Công nguyên sau khi ông tử trận trong khi giao chiến với người Galatia Cũng giống như cha và ông nội mình, ông cũng thành lập một thành phố mới mang tên ông, Ziela, nhưng vị trí của thành phố hiện không rõ.  Người con gái của ông, được sinh ra vào khoảng năm 245 trước Công nguyên, sau này đã kết hôn với Antiochos Hierax .